# Millenniumprijsprobleem
Het The Clay Mathematics Institute of Cambridge, Massachusetts (CMI) heeft bij het ingaan van het nieuwe millennium in 2000 zeven "Prize Problems" opgesteld.
Een wetenschappelijk panel selecteerde zeven problemen op wiskundig of natuurkundig gebied die in de loop van de geschiedenis onopgelost bleven. De raad van directeuren van CMI heeft een fonds van $7 miljoen beschikbaar voor de oplossing van deze problemen, $1 miljoen voor elk probleem.
Tijdens een Millennium bijeenkomst op 24 mei 2000 in het "Collège de France" presenteerde Timothy Gowers een lezing met als titel "The Importance of Mathematics", gericht op een breder publiek, waarna John Tate en Michael Atiyah de zeven problemen presenteerden. Door het CMI uitgenodigde specialisten formuleerden de problemen in meer detail.
Honderd jaar eerder, op 8 augustus 1900, werd een beroemd geworden lezing gehouden door David Hilbert over onopgeloste wiskundige problemen op het tweede "Internationale Congres van Wiskundigen" in Parijs. Dit was de inspiratie om de millenniumproblemen te presenteren als centraal thema op een bijeenkomst in Parijs.
Tot nu toe is in 2010 enkel het vermoeden van Poincaré opgelost. De persoon in kwestie, Grigori Perelman, heeft echter geen moeite gedaan om zijn prijs te claimen.

## Een overzicht van de zeven problemen
- Navier-Stokes-vergelijkingen
- Vermoeden van Poincaré
- Riemann-hypothese
- Vermoeden van Birch en Swinnerton-Dyer
- Yang-Mills-theorie: existentie en massaverschil
- Vermoeden van Hodge
- P en NP